# ميا فريدمان
ميا فريدمان (بالإنجليزية: Mia Freedman)‏ هي صحفية أسترالية، ولدت في 1 أكتوبر 1971.

## وصلات خارجية
- ميا فريدمان على موقع IMDb (الإنجليزية)
- ميا فريدمان على موقع قاعدة بيانات الفيلم (الإنجليزية)